# Lanfranco (architecte)
Lanfranco (XIe – XIIe siècle), est un architecte italien de l’époque romane. Les sources documentaires prouvent son activité à Modène entre 1099 et 1137, mais il n’en était probablement pas originaire.
Ni les lieux ni les dates de sa naissance et de sa mort ne sont connus.
L’hypothèse d’une origine lombarde avancée par certains auteurs, n’est fondée sur aucun document qui nous soit parvenu.

## Biographie
La cathédrale de Modène  est l’unique œuvre qui lui soit attribuée avec certitude. Il en fut le concepteur, le directeur et l’organisateur de la construction, réalisée à l’emplacement d’une église préexistante qui semble avoir eu une orientation légèrement différente.
La première pierre fut posée le 9 juin 1099. À l’issue de la translation des reliques de saint Géminien, son autel fut consacré le 8 octobre 1106. Les travaux étaient loin d’être achevés pour autant et la cathédrale ne fut consacrée qu’en juillet 1184, en présence du pape Lucius III.
Un document : la Relatio de innovatione Ecclesie Santi Geminiani, qui nous est parvenu sous la forme d’une copie du XIIIe siècle conservée dans les archives capitulaires de Modène,  rapporte les évènements de la première phase de la construction de la cathédrale (1099 à 1106).  Ce texte anonyme est attribué au chanoine Aimone (it), qui fut responsable de l’école de la cathédrale de 1096 à 1110, donc un témoin oculaire des faits. Il  cite par trois fois le rôle de premier plan de Lanfranco :
- La première fois pour indiquer qu’après de longues et lointaines recherches, Lanfranco fut choisi pour réaliser le projet et que la présence sur le chantier d’ « un maître d’un tel niveau, doté d’une si grande renommée » (réputation qui ne pouvait avoir été forgée que sur d’autres chantiers) est jugée providentielle aux yeux du rédacteur du document[8]. Comment on parvint à le trouver n’est pas dit, mais demeure significatif le degré d’importance attribué au projet, ainsi que l’urgence que l’on avait à commencer la construction. On pense que dans un délai très court, en vue des terrassements (commencés le 23 mai 1099) nécessaires aux fondations, l’ « admirable artisan » et l’ « extraordinaire bâtisseur » devait avoir présenté une maquette et un programme des travaux qui prévoyaient la démolition de la cathédrale en place et l’édification de la nouvelle, mais nous ignorons avec quel niveau de détails et avec quelles conditions techniques[9].
- Une seconde fois, Lanfranco est cité indirectement, lorsqu’il demande de procéder à la translation des reliques de saint Géminien, du chœur de l’ancienne cathédrale à la nouvelle crypte qu’il vient de construire, afin de pouvoir détruire l’ancien bâtiment qui gêne la poursuite des travaux[9].
- Enfin, il est mentionné une troisième fois et il convient de noter que dans ce contexte animé, parfois houleux, entre les pouvoirs ecclésiastiques, civils et celui de l’ensemble de la population qui concourent tous néanmoins à la réalisation de la cathédrale, saute aux yeux le prestige de Lanfranco : c’est en effet à lui que revient l’honneur de procéder, au côté de Bonsignore, l’évêque de Reggio et en présence de Dodone, évêque de Modène, à l’exhumation de l’urne funéraire du saint patron de la ville[9].

Il est joint au manuscrit quatre miniatures dont trois portent la notation « Lanfrancus » ou « Lanfrancus architector ».
- ·     Première miniature ; exécution des fouilles de fondation : l’architecte Lanfranco, sur la gauche, identifiable à la Virga geometrica (outil de mesure et symbole de commandement) qu’il tient en main, à son couvre-chef et à sa barbe, donne des instructions à quatre ouvriers qui se trouvent sur la droite ; deux creusent une fouille, les autres transportent les déblais[5].

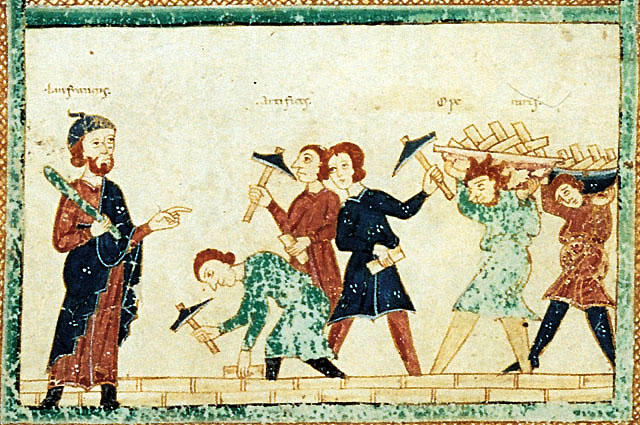
Seconde miniature

Seconde miniature ; élévation des murs :  Lanfranco sur la gauche, toujours avec la virga et sa coiffe particulière, donne des instructions à trois artisans munis d’outils de tailleur de pierres qui montent un mur, sur la droite deux ouvriers apportent des matériaux de construction.

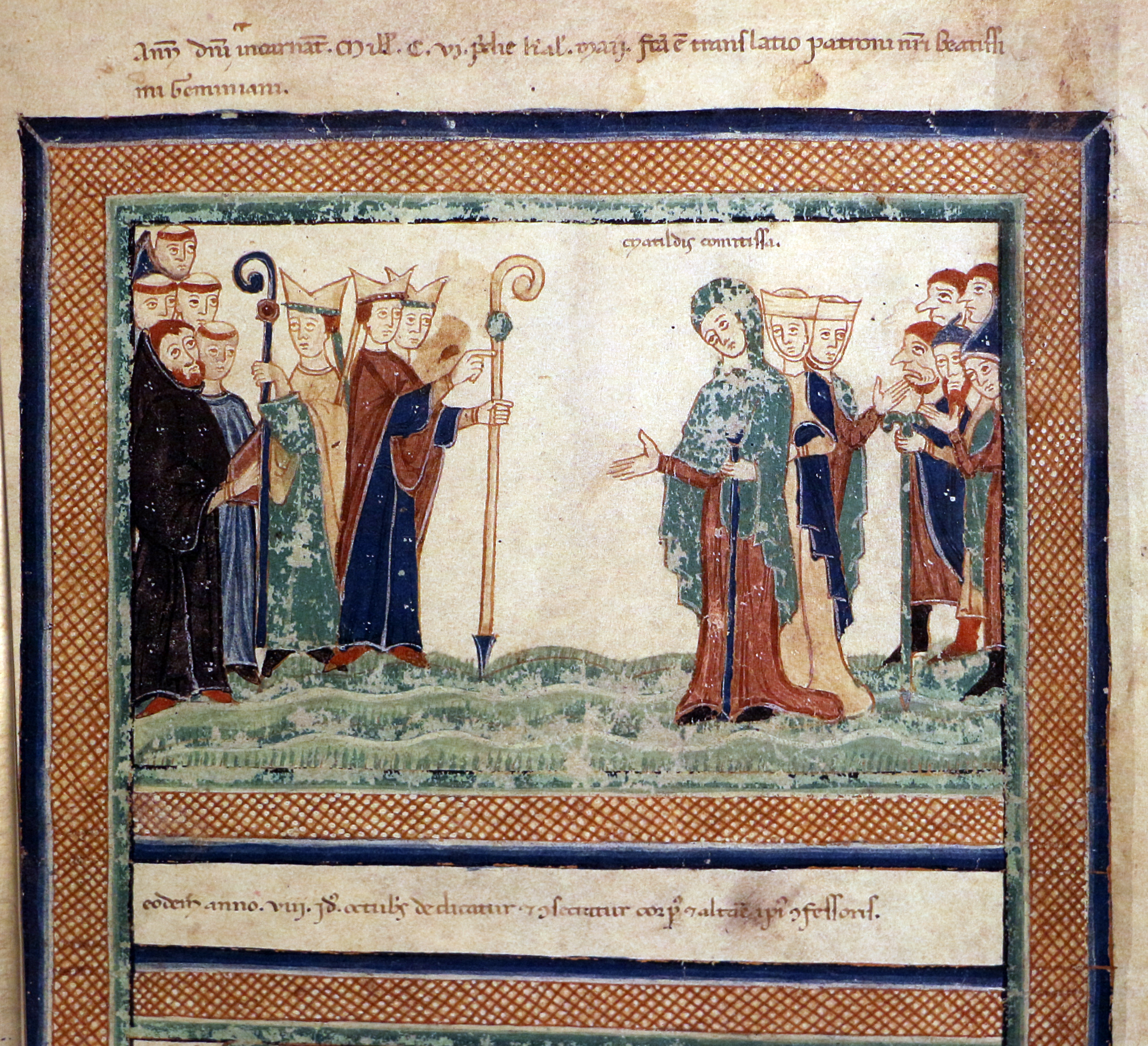
Troisième miniature

Troisième miniature ; négociation de la comtesse Mathilde de Canossa, entre les ecclésiastiques et les opposants à l’ouverture du sépulcre : à gauche, trois évêques avec leurs crosses épiscopales et leurs mitres, suivis de quatre moines précédés d’un abbé, rencontrent, sur la droite, la comtesse Mathilde accompagnée de deux de ses dames, à l’extrême droite un groupe d’hommes où l’on croit reconnaître Lanfranco à son chapeau et sa barbe.

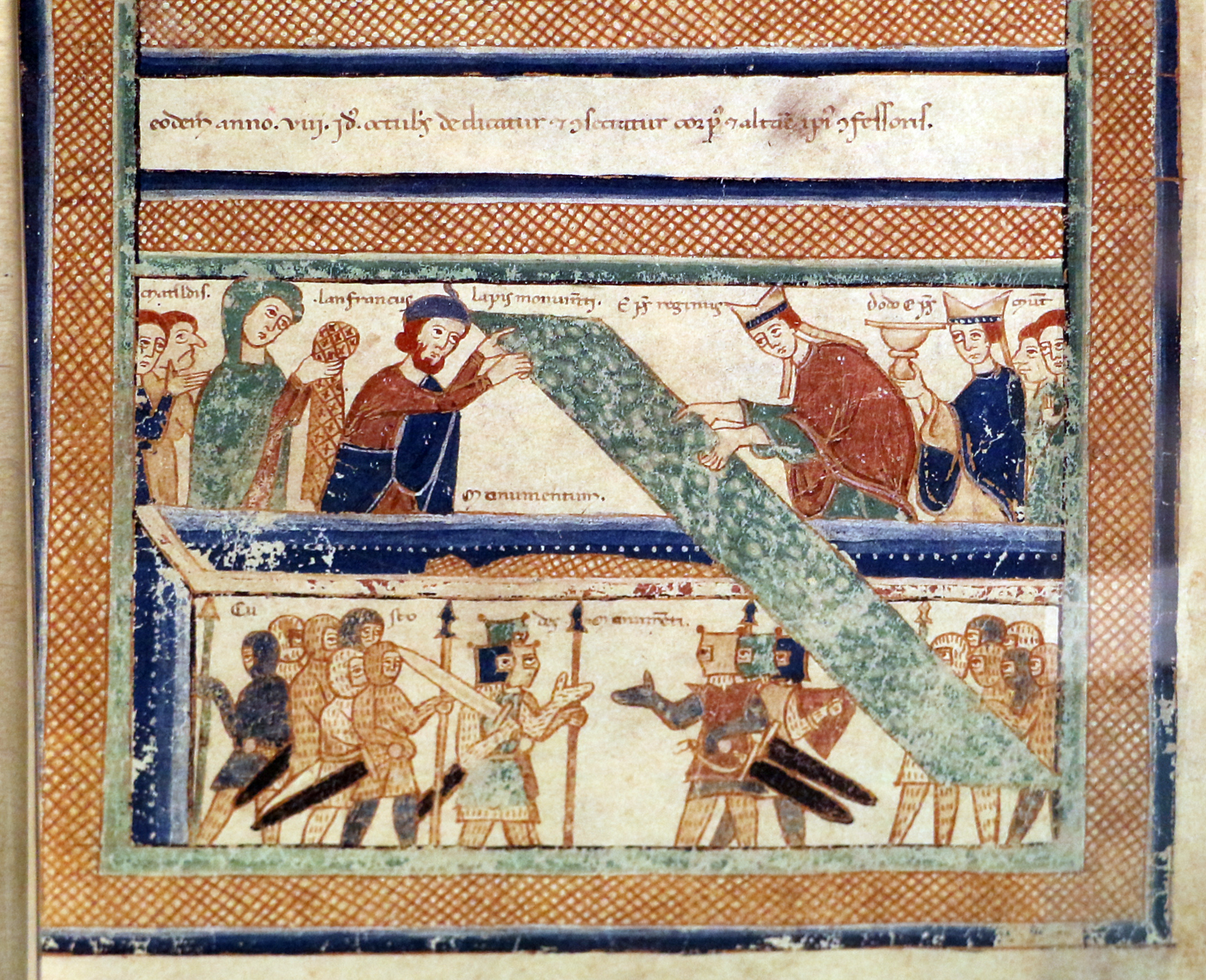
Quatrième miniature

Quatrième miniature ; ouverture du sépulcre de saint Géminien : sur la gauche, Lanfranco suivi de la comtesse Mathilde qui tient en ses mains un présent (probablement un pallium avec des croix d’or) et quelques modenesi, ouvre le sépulcre du saint patron de la ville avec l’aide, sur la droite, de Bonsignore évêque de Reggio, lui-même suivi de Dodone, l’évêque de Modène, qui tient en mains un don : un calice et une patène. Conformément au texte de la Relatio, se trouvent autour du sépulcre des groupes armés afin de prévenir  toute tentative de vol.
Lanfranco est également nommé dans une épigraphe gravée sur une plaque de marbre placée à l’extérieur de la cathédrale, sur l’abside principale. Le texte de cette épigraphe est généralement reconnu comme étant du même Aimone, ce qui en fait un document d’une grande importance pouvant être considéré comme un de plus anciens témoignages de la construction de la cathédrale.
Voici le texte de l´inscription :

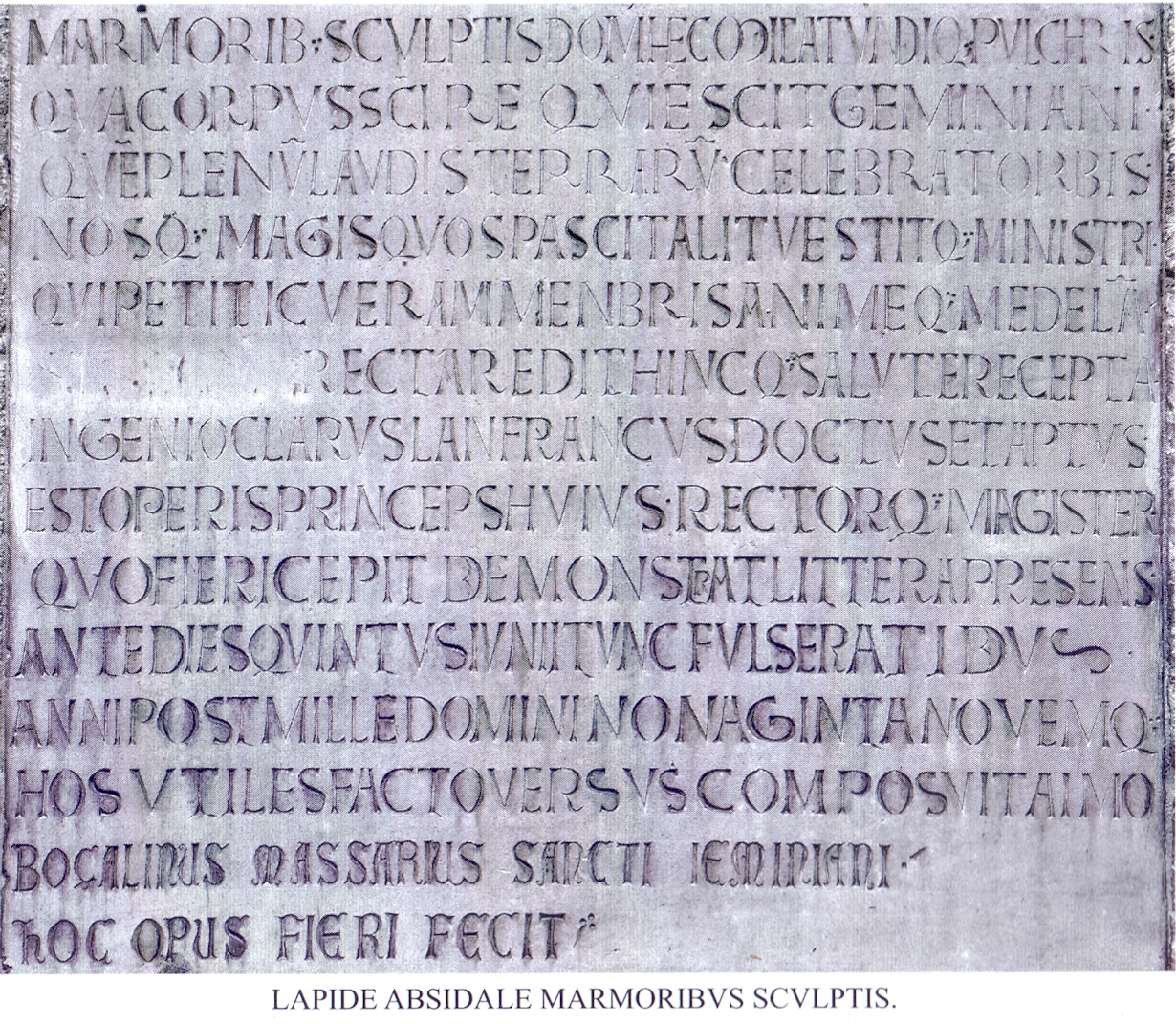
Plaque absidiale de fondation

Marborib(us) sculptis Dom(us) hec micat undiq(ue) pulchris.
Qua corpus s((an)c(t)i requiescit Geminiani.
Que(m) plenu(m) laudis terreru(m) celebrat orbis.
Nosq(ue) magis quos pascit alit vestitq(ue) ministri.
Qui petit ic veram menbris animeq(ue) medela(m).
[…] recta redit hinsq(ue) salute recepta.
Ingenio clarus Lanfrancus doctus et aptus.
Est operis princeps huius . rectorq(ue) magister.
Quo fieri cepit demonstrat littera presens.
Ante dies quintus Iunii tunc fulserat idus.
Anni post mille Domini nonaginta novemq(ue).
Hos utiles facto versus composuit Aimo
Boçalinus massarius sancti Ieminiani.
Hoc opus fieri fecit
En plus de ces éléments certains, une autre source documentaire cite Lanfranco. Il s’agit d’un acte de 1137 dans lequel un témoin a signé : « magister Lanfrancus ». Il n’est pas possible d’avoir la certitude qu’il ne s’agisse pas d’un homonyme, toutefois, le lieu d’où provient ce document : le chapitre de la cathédrale ainsi que les fonctions des contractants et des signataires, rendent probable l’hypothèse que ce soit bien notre architecte ;  elle prolonge de beaucoup la présence supposée par plusieurs historiens, de l’architecte sur le chantier de Modène.

## Style - personnalité
L’ensemble de ces témoignages ne permettent pas à eux seuls de reconstituer pleinement la personnalité de Lanfranco, laquelle se trouve brouillée par la présence du sculpteur Wiligelmo, dont nous ignorons la date à partir de laquelle il fut actif sur le chantier de la cathédrale. De même, il est bien difficile d’identifier ce que nous devons à Lanfranco sur ce monument qui se présente aujourd’hui comme le fruit d’une séculaire stratification d’interventions successives. Toutefois, les composants culturels qui lui appartiennent avec certitude sont les suivants :
- renoncement aux voûtes ou plus exactement, le choix délibéré d’une couverture sur charpente sur des arcs transversaux appuyés sur un système alternatif de colonnes et de piliers et les collatéraux sur des portions de mur percées de fenêtres bifores, qui rappelle la construction lombarde de Santa Maria Maggiore à Lomello (en) (1025), identifiée également, comme étant issue de l’architecture normande (Jumièges).
-un motif architectonique qui lui appartient aussi, se trouve dans la suite continue d’arcades entourant entièrement l’édifice et qui se répercute également à l’intérieur sous la forme de Matroneum non utilisables, dans un but purement décoratif en relation avec Pise.
- globalement, une des caractéristiques de l’architecture, par rapport à la période précédente et à la culture lombarde se trouve dans un rapport à l’antique : Lanfranco pensa la nouvelle cathédrale comme une basilique paléochrétienne.
Les concepts de Lanfranco ne furent pas suivis d’une façon systématique dans la région, nous en trouvons des échos à la Sagra di Carpi (en), à l’abbaye de Nonantola, et surtout à la cathédrale de Ferrare (1135) dont la structure d’origine reproduisait celle de Modène à une plus grande échelle.  Ainsi, il convient probablement de minimiser l’influence que lui prête Porter lorsqu’il écrit :
« Parmi les écoles locales du XIIe siècle, il n’y en a pas de plus importante que celle de Modène. Cela est dû à l’origine, au génie d’un homme [Lanfranco] que l’on peut considérer comme le plus grand architecte de son temps. À Modène, il créa un nouveau style avec des modèles esthétiques et constructifs originaux, destinés à dominer l’architecture lombarde de son siècle ».
De même et cette fois à juste titre, Adriano Peroni invitera à son tour à réhabiliter ce fameux architecte comblé d’éloges dans les textes qui nous sont parvenus et dont la notoriété s’est ensuite trouvée diluée jusque dans les dictionnaires d’art actuels, du fait de  l’interférence avec Wiligelmo.